# Elisabeth Bethge
Elisabeth Bethge, geborene Hoffmann (geboren am 29. Juni 1905 in Berlin; gestorben am 6. August 1943 in Brieselang), war eine deutsche Widerstandskämpferin gegen den Nationalsozialismus, die an den Folgen der NS-Haft starb.

## Leben
Elisabeth Bethge war seit 1926 in der Kommunistischen Jugendbewegung in Berlin aktiv. Sie arbeitete als Sekretärin. 1937 wurde sie von der Gestapo verhaftet und wegen Hochverrats angeklagt und verurteilt. Die Haft musste sie im Frauengefängnis Leipzig verbüßen. Auf Grund einer Erkrankung an Lungenentzündung und Tuberkulose wurde sie 1939 vorzeitig entlassen. In der Folge zog sie sich gänzlich in ihr Gartenhaus in der Kameruner Straße in Brieselang zurück. Dort starb sie im Alter von 38 Jahren an den Folgen der Haft und wurde auf dem Brieselanger Friedhof beigesetzt.

## Gedenken

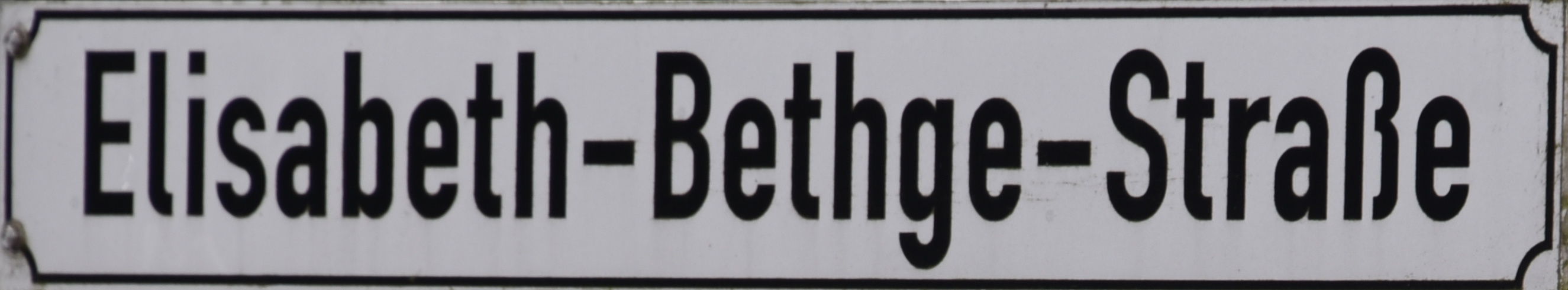
Straßenschild

Die Gemeinde Brieselang hat Elisabeth Bethge auf verschiedene Arten geehrt:
- Die Kameruner Straße in Brieselang wurde zu ihrem 100. Geburtstag in Elisabeth-Bethge-Straße umbenannt.[3]
- Am 28. März 2015 verlegte Gunter Demnig vor dem Haus in der Elisabeth-Bethge-Straße Nr. 2, in dem sie zuletzt lebte und schließlich starb, einen Stolperstein.[1]

## Lexikoneintrag
- Bethge, Elisabeth. In: Widerstand in Berlin gegen das NS-Regime 1933 bis 1945 – Ein biographisches Lexikon. Band 1 (Buchstaben A und B), herausgegeben von der Geschichtswerkstatt der Berliner Vereinigung ehemaliger Teilnehmer am antifaschistischen Widerstand, Verfolgter des Naziregimes und Hinterbliebener (BV VdN) e.V. unter Leitung von Hans-Joachim Fieber, Trafo Verlag, Berlin 2002, ISBN 978-3-89626-351-3, S. 151.